# Ожидаемые коэффициенты защиты респираторов

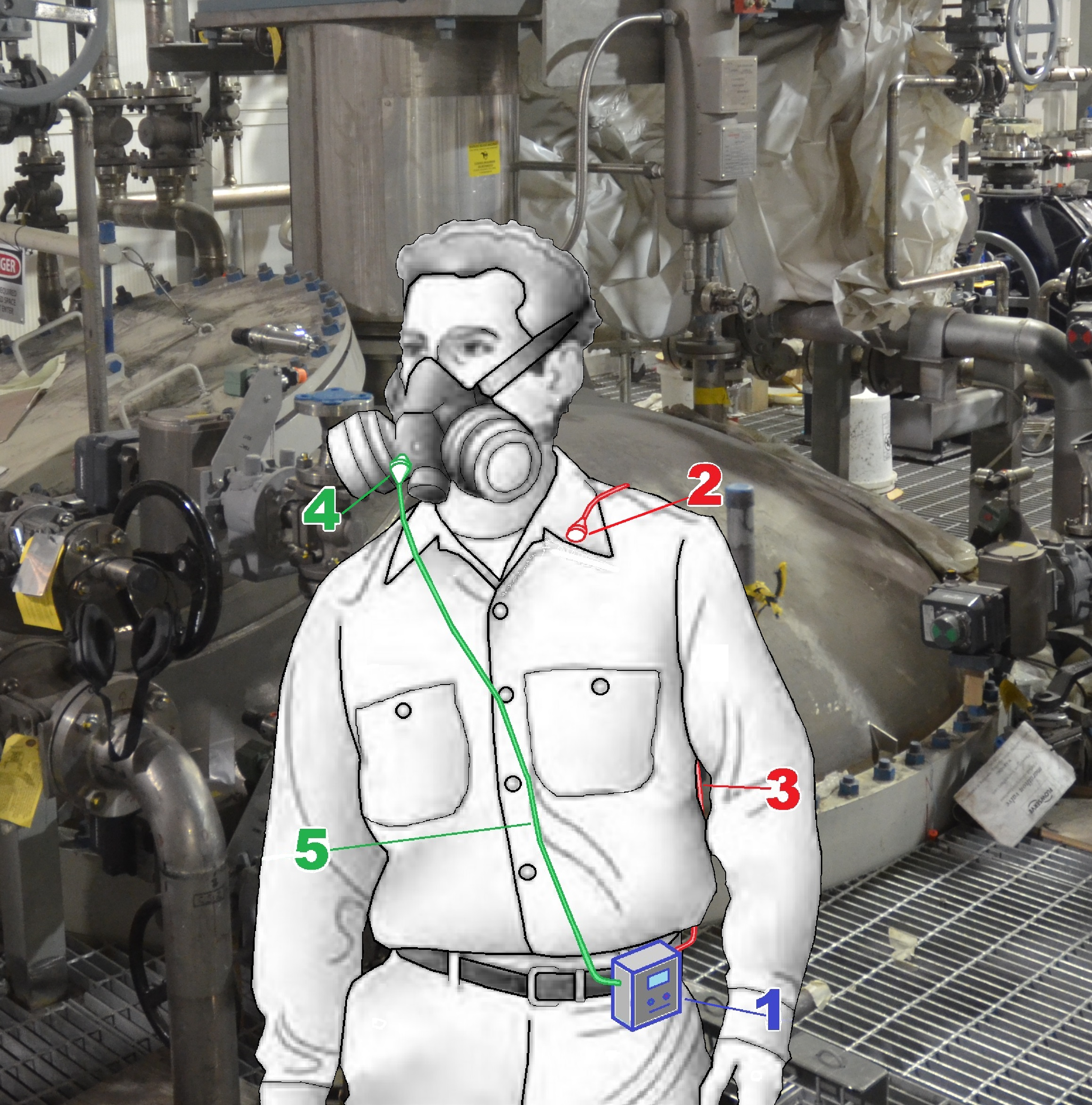
Пример измерений эффективности респиратора (на рабочем месте). Обозначения:
(1) Персональный пробоотборный насос, (2) Кассета и фильтр для определения концентрации (в зоне дыхания), (3) Кассета и фильтр для определения концентрации (под маской), (4) Линия отбора проб (из зоны дыхания), (5) Линия отбора проб (из маски).
Одновременное измерение концентрации вредных веществ во вдыхаемом воздухе (под маской) и в зоне дыхания позволяет оценить вклад респиратора в уменьшение воздействия воздушных загрязнений

Средства индивидуальной защиты органов дыхания (СИЗОД) могут защитить рабочих лишь в том случае, если их защитные свойства соответствуют степени загрязнённости воздуха на рабочем месте. Поэтому специалисты разработали критерии, позволяющие выбирать подходящие, адекватные респираторы для применения в известных условиях. Один из таких критериев — Ожидаемые коэффициенты защиты (ОКЗ) (Assigned Protection Factor APF), то есть то, во сколько раз (как ожидается) снизится концентрация вредных веществ во вдыхаемом воздухе при применении респиратора (если: респиратор сертифицирован; рабочие применяют его своевременно; если рабочие обучены правильному использованию респиратора; если маска подобрана для каждого рабочего индивидуально и проверена прибором — то есть, если работодатель разработал и выполняет полноценную программу респираторной защиты).
Также эти средства защиты являются товаром, продаваемым на рынке. В РФ ведётся систематичная долгосрочная государственная поддержка для увеличения объёма продаж СИЗ.
Научно обоснованные значения ожидаемых коэффициентов защиты обычно многократно меньше коэффициентов защиты, получаемых в лабораторных условиях, например, во время сертификационных испытаний. Последние, большие, делают товар более привлекательным для покупателя, и поэтому есть определённая тенденция игнорировать или стараться игнорировать значительное отличие защитных свойств этих СИЗ в лабораторных условиях и на практике, на заводах, замалчивать это отличие.

## История вопроса
Несовершенство используемых технологических процессов, машин, другого оборудования может стать причиной загрязнения воздуха на рабочем месте вредными веществами. В этой ситуации, для защиты здоровья рабочих могут использоваться разные способы. Они перечислены ниже (в порядке убывания эффективности, источники).

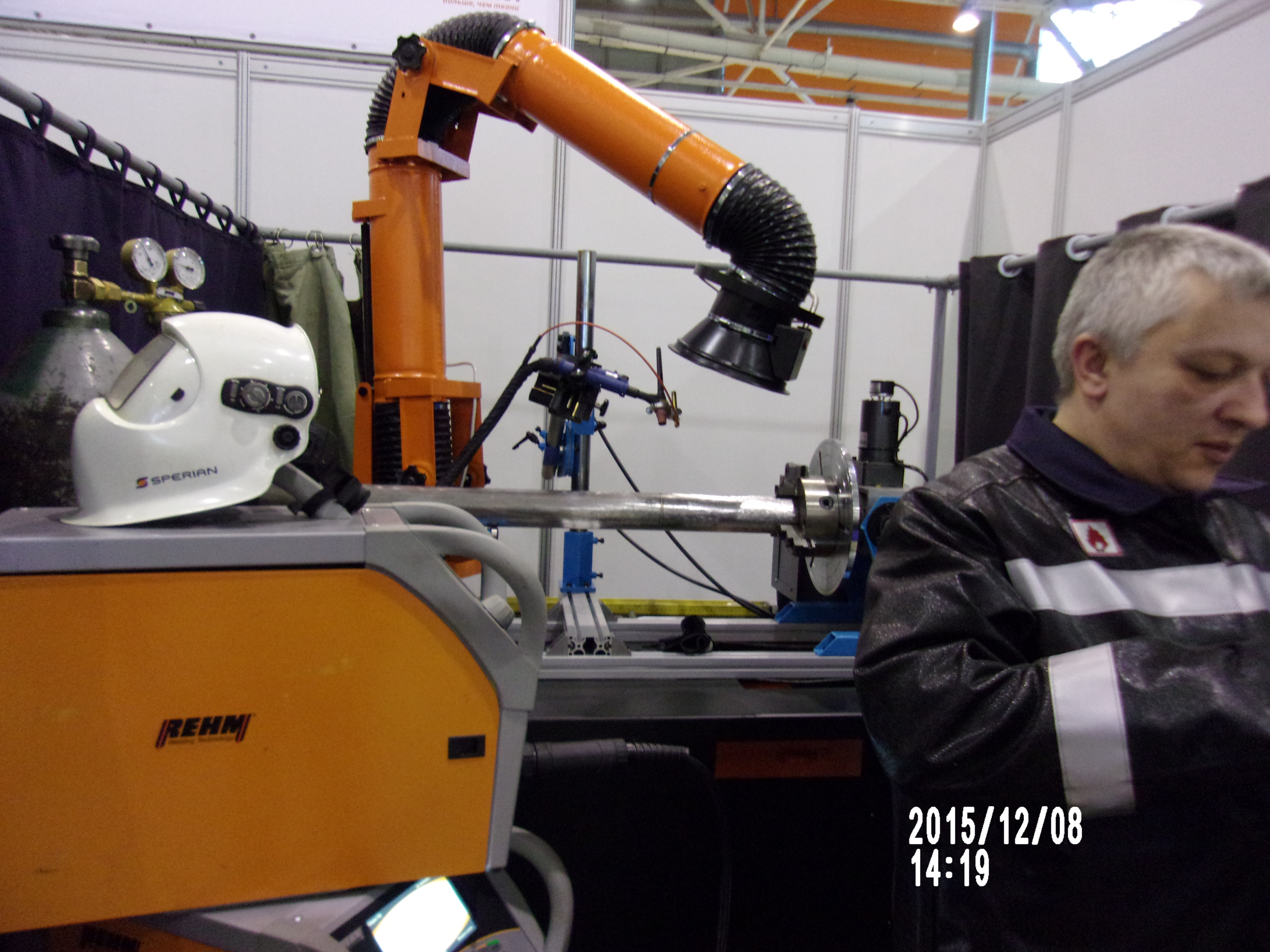
Вентиляция (показан местный отсос) — более надёжный способ защиты людей от воздушных загрязнений, чем респираторы

### Эффективность способов защиты от воздушных загрязнений
1. Изменение способа использования вещества так, чтобы оно стало менее опасным. Например, замена источника пыли (мелкодисперсного порошка) на гранулы, или на раствор этого же вещества.
2. Изменение технологического процесса так, чтобы уменьшилось попадание вредных веществ в воздух.
3. Размещение источников загрязнений в герметичных корпусах.
4. Закрывание источников пыли экранами, и удаление загрязнённого воздуха от источников с помощью вентиляции.
5. Использование отсосов загрязнённого воздуха от источников загрязнений (Local exhaust ventilation).
6. Использование общеобменной вентиляции.
7. Уменьшение длительности работы людей в загрязнённой атмосфере (защита временем).
8. Организация выполнения работы более безопасным способом. Например, хранение пустых ёмкостей для токсичных веществ закрытыми, чтобы предотвратить загрязнение воздуха остатками этих вредных веществ.
9. Организация уборки рабочих мест и оборудования так, чтобы уменьшить воздействие вредных веществ на сотрудников (например — пылесосы вместо сухого подметания).
10. Применение средств индивидуальной защиты органов дыхания — в рамках полноценной программы респираторной защиты.

Если работодатель не смог уменьшить воздействие воздушных загрязнений на рабочих до безопасного (концентрация выше предельно-допустимой концентрации ПДК), он должен использовать респираторы. Эти респираторы должны быть достаточно эффективны, и они должны соответствовать условиям работы, и характеру выполняемой работы. Но использование респираторов — самый наихудший способ защиты рабочих. Это связано с тем, что рабочие не всегда используют респираторы в загрязнённой атмосфере; загрязнённый воздух может попасть в органы дыхания, пройдя через зазоры между маской и лицом; замена фильтров для защиты от газов может проводиться недостаточно своевременно.

### Эффективность респираторов разных конструкций
Для описания защитных свойств респираторов могут использоваться разные термины:
- Проникание = (концентрация вредных веществ под маской) / (концентрация вредных веществ снаружи маски);
- Коэффициент защиты = (концентрация вредных веществ под маской) / (концентрация вредных веществ снаружи маски) = 1 / Проникание;
- Эффективность = (концентрация вредных веществ под маской) / (концентрация вредных веществ снаружи маски) = 1 — Проникание;

Термин «Коэффициент защиты КЗ» использовался в США, а термин «Эффективность» использовался в СССР с 1960-х.
В первой половине XX века специалисты измеряли защитные свойства респираторов в лабораторных условиях. Для этого они использовали разные вещества, измеряя их концентрацию под маской и снаружи маски. Использовали агрон, галогенированные углеводороды, аэрозоли хлорида натрия и масляный туман, флуоресцентные вещества, диоктифталат и другие. Отношение концентраций, измеренное в лабораторных условиях, считали показателем защитных свойств разных респираторов. Эти исследования показали, что если фильтры хорошо очищают воздух, то главным путём попадания вредных веществ под маску становится просачивание не очищенного воздуха через зазоры между маской и лицом.
Форма и размеры этих зазоров не постоянны, и зависят от многих факторов (соответствие маски лицу по форме и по размеру; правильное одевание маски; смещение правильно одетой маски во время работы, при выполнении разных движений; конструкция маски). Коэффициент защиты респиратора может изменяться в десятки раз за считанные минуты; а средние значения коэффициентов защиты одного и того же респиратора, используемого одним и тем же рабочим в течение одного дня (например — до обеда, и после обеда) могут отличаться больше чем в 12 000 раз.
Специалисты считали, что измерение защитных свойств респираторов в лабораторных условиях позволяет им правильно оценить эффективность респираторов на рабочих местах. Однако в атомной промышленности США в конце 1960-х обнаружили случаи, когда своевременное использование респираторов высокого качества не всегда предотвращало чрезмерное воздействие вредных веществ. Это заставило специалистов изменить своё мнение, и они провели дополнительные исследования респираторов — не только в лабораторных условиях, но и на рабочих местах, во время работы. Десятки таких производственных исследований показали, что исправные респираторы, своевременно используемые рабочими, на реальных рабочих местах могут обеспечить гораздо меньшую степень защиты по сравнению с лабораторными проверками. Поэтому использование результатов лабораторных испытаний для оценки эффективности на рабочих местах некорректно. Это может привести к неправильному выбору таких респираторов, которые не смогут надёжно защитить рабочих.

### Терминология, используемая для описания разных коэффициентов защиты; и методы разработки значений ожидаемых коэффициентов защиты
Результаты измерений защитных свойств респираторов в лабораторных условиях и на рабочих местах были использованы специалистами для создания более совершенной терминологии для описания эффективности респираторов. Затем эта терминология стала использоваться официально, и при подготовке результатов исследований к публикации. Специалисты начали использовать разные термины для обозначения коэффициентов защиты, которые измеряются на рабочих местах при непрерывном применении респираторов в загрязнённой атмосфере; при использовании респираторов на рабочих местах с перерывами; во время проверки того, соответствует ли маска лицу; при измерении в лаборатории при имитации условий на рабочем месте; а также для обозначения коэффициентов защиты, которые (в большинстве случаев) будут получены при правильном применении респираторов на рабочих местах.
| Современная терминология для описания коэффициентов защиты респираторов (с. 22-26).            | Современная терминология для описания коэффициентов защиты респираторов (с. 22-26). |
| Коэффициент защиты                                                                             | Описание термина |
| ---------------------------------------------------------------------------------------------- | --- |
| Ожидаемые коэффициенты защиты Assigned Protection Factor (APF)                                 | Минимальная степень защиты, которую обеспечит исправный респиратор (или определённый вид респираторов) заданной доле рабочих — после их обучения и индивидуального подбора маски к лицу.                   |
| Коэффициент изоляции Fit Factor (FF)                                                           | Показатель соответствия маски респиратора лицу рабочего (по форме и по размеру), измеряется при проверке маски во время её индивидуального подбора для каждого рабочего.                                   |
| Коэффициент защиты при имитации выполнения работы Simulated Workplace Protection Factor (SWPF) | Этот коэффициент защиты измеряется в лаборатории, в условиях, которые имитируют настоящее реальное рабочее место. Он используется тогда, когда измерения на рабочих местах трудно или невозможно провести. |
| Коэффициент защиты в производственных условиях Workplace Protection Factor (WPF)               | Показатель защиты рабочего на рабочем месте, во время работы. Респиратор должен использоваться своевременно, маска респиратора должна соответствовать лицу, и рабочий должен быть обучен.                  |

Значительное отличие эффективности респираторов в лабораториях и на рабочих местах не позволяет использовать лабораторные результаты для предсказания эффективности при реальном применении респираторов. Кроме того, нестабильность эффективности респираторов (при одинаковой конструкции, и в одинаковых условиях на рабочем месте) мешает определить защитные свойства. Чтобы решить эти проблемы, учёные Дональд Кэмпбелл и Стивен Ленхарт предложили использовать результаты измерений эффективности на рабочих местах для определения границ безопасного использования (ожидаемых коэффициентов защиты). Они предложили определять ожидаемые коэффициенты защиты как нижний 95 % доверительный предел множества значений коэффициентов защиты, измеренных на рабочих местах. Результаты измерений на рабочих местах были использованы для разработки ожидаемых коэффициентов защиты в институте стандартов ANSI. Позднее, так же поступили в управлении по охране труда OSHA, когда разрабатывали стандарт, который обязан выполнять каждый работодатель.

### Разработка значений ожидаемых коэффициентов защиты для респираторов разных конструкций
Результаты измерений коэффициентов защиты на рабочих местах стали основой для разработки значений ожидаемых коэффициентов защиты в США и в Великобритании, а также в английской версии стандарта Европейского союза. В некоторых случаях, нет информации о защитных свойствах какого-то типа респираторов на рабочих местах. Это может объясняться тем, что проведение измерений коэффициентов защиты на рабочих местах очень сложно, требует много времени, и дорого; и такие измерения проводятся нечасто. Чтобы разработать значения ожидаемых коэффициентов защиты для таких респираторов, эксперты использовали результаты измерений эффективности на рабочих местах у других типов респираторов, которые схожи по конструкции. Например, они считали, что шланговые респираторы схожи по защитным свойствам с фильтрующими респираторами с принудительной подачей воздуха под лицевую часть — если их лицевые части и подача воздуха одинаковы. А если никаких значений коэффициентов защиты, измеренных на рабочих местах, не было — использовали результаты измерений коэффициентов защиты в лабораторных условиях, при имитации условий на рабочем месте — или оценку компетентных экспертов.

## Уточнение значений ожидаемых коэффициентов защиты
Измерение коэффициентов защиты на рабочих местах обнаружило неожиданно низкие защитные свойства у некоторых видов респираторов. Эти результаты привели к резкому ужесточению ограничений области допускаемого применения таких респираторов.
- Автономные дыхательные аппараты

Биологический мониторинг (измерение содержания карбоксигемоглобина в крови) у пожарных после тушения пожара показал, что автономные дыхательные аппараты, не поддерживающие избыточное давление в полнолицевой маске во время вдоха, не защищают от отравлений монооксидом углерода. Подобные исследования привели к отказу от применения таких СИЗОД сначала пожарными, а позднее — к разработке и применению автономных дыхательных аппаратов с закрытым контуром, поддерживающих избыточное давление в маске во время вдоха, для горноспасательных работ. С 2003 г. в Австралии запрещена сертификация дыхательных аппаратов любого типа, не поддерживающих избыточное давление. В РФ, в 21 веке, продолжается производство, сертификация и применение дыхательных аппаратов с закрытым контуром, не поддерживающих избыточное давление (типа Р-30) — горноспасателями. Это может привести к чрезмерному воздействию воздушных загрязнений в некоторых случаях на часть спасателей.

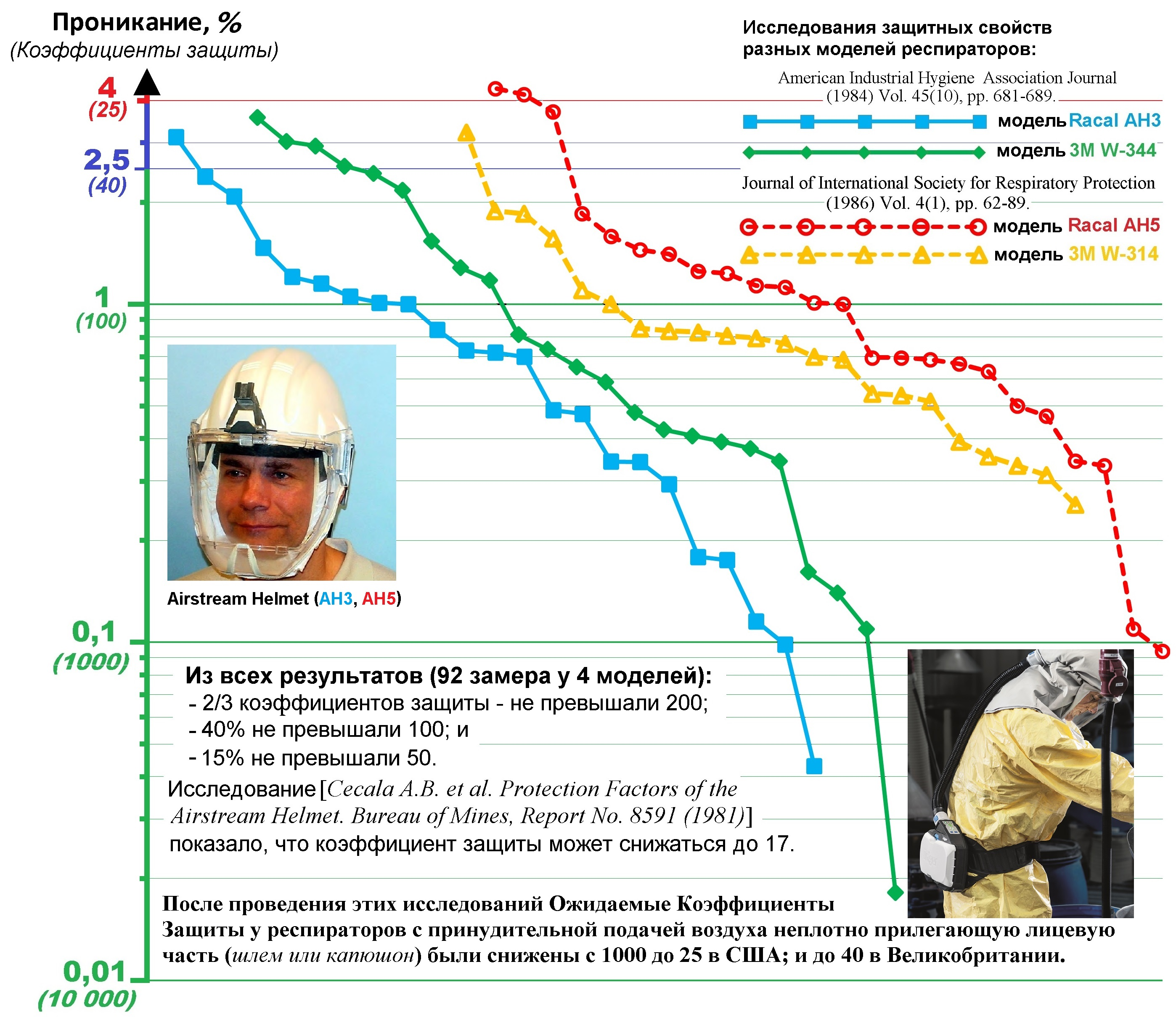

- Фильтрующие респираторы с принудительной подачей воздуха в полнолицевую маску

Измерение счётной концентрации волокон асбеста выявило, что даже при подаче воздуха в маску в какие-то моменты возможно попадание большого количества неотфильтрованного воздуха в органы дыхания. При ожидавшемся коэффициенте защиты 2000, надёжно подтверждавшимся лабораторными исследованиями и сертификационными испытаниями, на практике были получены минимальные значения КЗ (пример) 12, 15, 15, 27 и т. п. у рабочих и 5, 30, 33, 36 и т. п. у наблюдателей, непрерывно следивших за работниками (чтобы те не снимали и правильно использовали СИЗОД)
. В результате область применения СИЗОД этого типа резко ограничили — с 2000 ПДК до 40 ПДК в стандарте по охране труда 1997 г; и с 200 до 40 в атомной промышленности.
- Фильтрующие респираторы с принудительной подачей воздуха под шлем или под капюшон

Измерение коэффициентов защиты респираторов с принудительной подачей воздуха под лицевую часть (PAPR) — шлем (который не обеспечивал плотного прилегания к лицу) показало, что попадание неотфильтрованного воздуха под лицевую часть может быть очень большим (минимальные значения коэффициентов защиты были 28 и 42 у двух моделей СИЗОД). Это стало сюрпризом, так как измерения, проводившиеся ранее в лабораторных условиях, показали что поток отфильтрованного воздуха, подаваемого под шлем, вытекает из него наружу через зазоры, препятствуя попаданию загрязнений снаружи под шлем (коэффициенты защиты > 1000). Но дополнительные исследования показали, что коэффициенты защиты действительно могут снижаться до небольших значений — 31 и 23; а испытания в аэродинамической трубе при скорости воздуха 2 м/с выявило проникание до 16 % неотфильтрованного воздуха при некоторых направлениях обдува. Поэтому применение фильтрующих респираторов с принудительной подачей воздуха под не плотно прилегающую лицевую часть (шлем или капюшон) ограничили 25 ПДК в США; и 40 ПДК в Великобритании.
- Полнолицевые маски

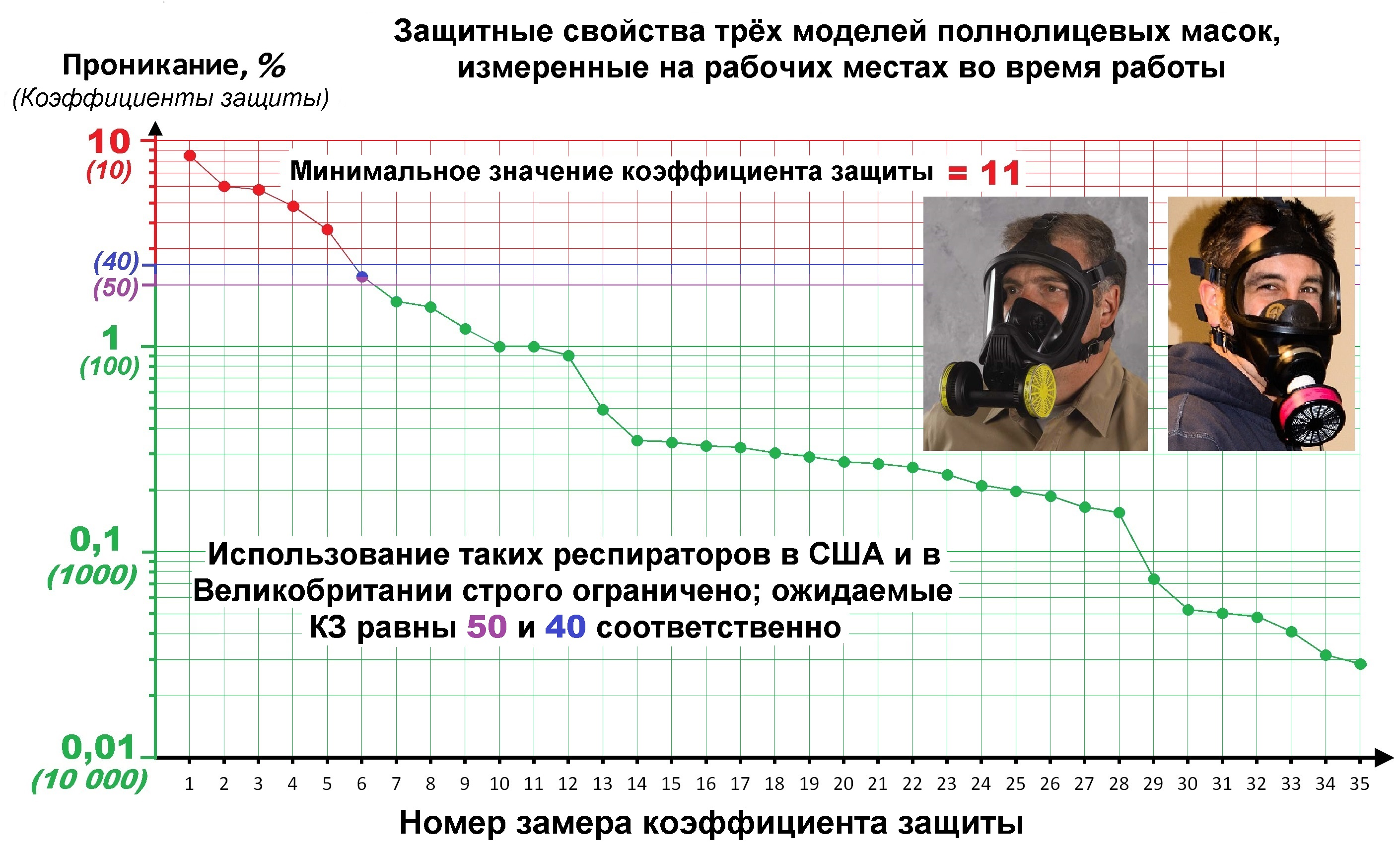

Измерение защитных свойств полнолицевых масок с высокоэффективными фильтрами в лабораторных условиях показало, что они могут снижаться до очень маленьких значений. По этой причине использование таких респираторов в США ограничили небольшой степенью загрязнённости воздуха — до 50 ПДК или до 100 ПДК. Но английские специалисты считали, что качество их масок выше, чем американских, и поэтому разрешали использовать их при загрязнённости воздуха, превышающей предельно допустимую до 900 раз. Но исследование показало, что коэффициенты защиты > 900 на практике обеспечиваются нечасто. Минимальные значения коэффициентов защиты у трёх моделей полнолицевых масок были 11, 18 и 26. Поэтому применение таких респираторов в Великобритании ограничили 40 ПДК (после указанного исследования).

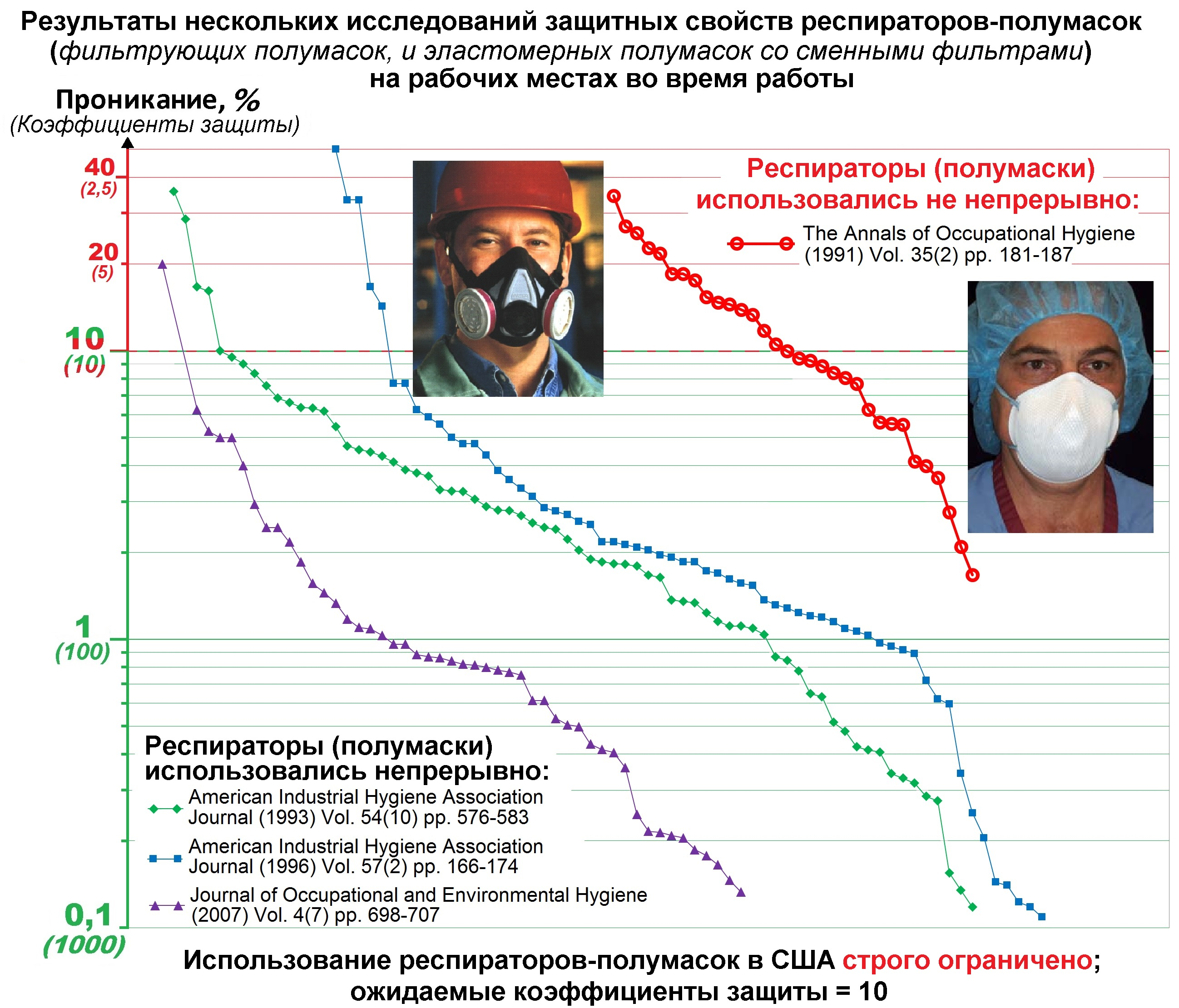

- Респираторы-полумаски (после проверки изолирующих свойств)

Проверка изолирующих свойств масок респираторов получила широкое распространение в промышленности США в 1980-х. При проведении такой проверки, первое время считалось, что маска хорошо соответствует лицу рабочего, если коэффициент защиты во время проверки не ниже 10 (позднее эксперты начали использовать коэффициент безопасности 10, так что для успешного прохождения проверки требовалось получит коэффициент защиты не менее 10*10 = 100). Широкое распространение проверки изолирующих свойств в промышленности вселило в специалистов оптимизм, и они стали разрешать работодателям использовать респираторы-полумаски в соответствии с результатами проверки соответствия конкретной модели респиратора к лицу конкретного рабочего. То есть, рабочий может использовать полумаску при максимальной концентрации вредного вещества, равной его коэффициенту изоляции, умноженному на предельно-допустимую концентрацию (ПДК) этого вещества. Но научные исследования показали, что хотя такие проверки соответствия маски лицу улучшают защиту, риск просачивания большого количества неотфильтрованного воздуха через зазоры не устраняется. Также исследования показали, что просочившийся неотфильтрованный воздух под маской плохо перемешан с отфильтрованным воздухом, и это приводит к большим ошибкам при измерении «средней» концентрации под маской, и последующем вычислении коэффициента изоляции — его величина часто гораздо меньше «измеренной» величины. Поэтому специалисты рекомендовали ограничить применение полумасок десятикратным превышением ПДК во всех случаях, что и было сделано.

## Сравнение ожидаемых коэффициентов защиты, разработанных в США и в Великобритании
| Значения ожидаемых коэффициентов защиты для наиболее распространённых видов респираторов (разработанные на основе результатов испытаний в производственных условиях — при использовании эквивалентных фильтров) | Значения ожидаемых коэффициентов защиты для наиболее распространённых видов респираторов (разработанные на основе результатов испытаний в производственных условиях — при использовании эквивалентных фильтров) | Значения ожидаемых коэффициентов защиты для наиболее распространённых видов респираторов (разработанные на основе результатов испытаний в производственных условиях — при использовании эквивалентных фильтров) | Значения ожидаемых коэффициентов защиты для наиболее распространённых видов респираторов (разработанные на основе результатов испытаний в производственных условиях — при использовании эквивалентных фильтров) |
| Тип респиратора в США | Ожидаемый коэффициент защиты в США | Ожидаемый коэффициент защиты в Великобритании | Тип респиратора в Великобритании |
| --- | --- | --- | --- |
| Фильтрующие полумаски, тип N95, или эластомерные полумаски со сменными фильтрами, тип N95 | 10 | 10 | Фильтрующие полумаски, класс FFP2, или эластомерные полумаски со сменными фильтрами, класс P2 |
| Фильтрующие полумаски, тип N99, или эластомерные полумаски со сменными фильтрами, тип N99 | 10 | 20 | Фильтрующие полумаски, класс защиты FFP3, или эластомерные полумаски со сменными фильтрами, класс P3 |
| Полнолицевая маска со сменными фильтрами, тип P100 | 50 | 40 | Полнолицевая маска со сменными фильтрами, класс P3 |
| Фильтрующие респираторы с принудительной подачей очищенного воздуха под лицевую часть, не плотно прилегающую к лицу (шлем или капюшон), с фильтрами тип P100 | 25 | 40 | Фильтрующие респираторы с принудительной подачей очищенного воздуха под лицевую часть, не плотно прилегающую к лицу (шлем или капюшон), с фильтрами класс THP3                                                  |
| Автономные дыхательные аппараты, или шланговые респираторы, у которых подача воздуха под полнолицевую маску проводится по потребности (то есть при появлении разрежения при вдохе) | 50 | 40 | Автономные дыхательные аппараты, или шланговые респираторы (с подачей сжатого воздуха по шлангу), у которых подача воздуха проводится по потребности (то есть при появлении разрежения при вдохе)               |
| Шланговый респиратор с полнолицевой маской и подачей сжатого воздуха по потребности под давлением (то есть при вдохе под маской сохраняется избыточное давление) | 1 000 | 2 000 | Шланговый респиратор с полнолицевой маской и подачей сжатого воздуха по потребности под давлением |
| Автономный дыхательный аппарат с полнолицевой маской и с подачей воздуха по потребности под давлением (при вдохе давление под маской выше атмосферного) | 10 000 | 2 000 | Автономный дыхательный аппарат с полнолицевой маской и с подачей воздуха по потребности под давлением |
| Американские противоаэрозольные фильтры респираторов тип P100 (R100, N100 — или HEPA) схожи с европейскими фильтрами класс P3 (THP3, TMP3) (эффективность очистки > 99,97 %; и > 99,95 %); американские фильтры тип N95 (P95, R95) и фильтровальный материал фильтрующих полумасок тип N95 (P95, R95) схожи с европейскими фильтрами класс P2 и фильтровальным материалом фильтрующих полумасок класс FFP2 (эффективность > 95 %; и > 94 %). | | | |

Отличия Ожидаемого КЗ у респираторов с полнолицевыми масками незначительны. Разница у фильтрующих респираторов с принудительной подачей воздуха под шлем или капюшон немного больше. Но измерения показали, что реальная эффективность респираторов (на рабочих местах) сильно зависит от условий их использования, а не только от конструкции, и это отчасти объясняет разницу в значениях ожидаемых КЗ. Значения ожидаемых коэффициентов защиты у респираторов-полумасок отличаются в два раза. Но эта разница не может рассматриваться отдельно от рекомендаций по применению респираторов. Использование половинной маски для лица в США ограничивается 10 ПДК для «наихудшего случая» — работа в загрязненной атмосфере 8 часов в день, 40 часов в неделю. Но британские эксперты учли большой опыт использования фильтрующих респираторов (без принудительной подачи воздуха), и сделали вывод, что добиться от рабочих непрерывного использования респиратора 8 часов в день невозможно (из-за негативного влияния на здоровье работников). По этой причине они рекомендуют работодателю, чтобы он не требовал от сотрудников работать в загрязнённой атмосфере всю смену — а только часть смены. Оставшееся время сотрудник должен работать в не загрязнённой атмосфере (без респиратора). Тот факт, что работник часть рабочего времени находится в не загрязнённой атмосфере, обеспечивают дополнительную защиту его здоровья, и поэтому требования к эффективности респиратора могут быть менее строгими.
Для разработки ожидаемых коэффициентов защиты в США и Великобритании использовали результаты измерений эффективности на рабочих местах (после статистической обработки). Также использовали оценки экспертов, и результаты испытаний респираторов схожей конструкции. Специалисты двух стран часто использовали результаты одних и тех же исследований эффективности респираторов на рабочих местах (из-за небольшого числа таких исследований). Например, стандарт Великобритании был разработан на основе результатов 1897 измерений коэффициентов защиты на рабочих местах, выполненных во время проведения 31 исследования; и из этих 31 исследований 23 были проведены в США.
Таким образом, значения ожидаемых коэффициентов защиты в США и в Великобритании являются научно-обоснованными; и они очень схожи друг с другом.

## Значения ожидаемых коэффициентов защиты в других странах

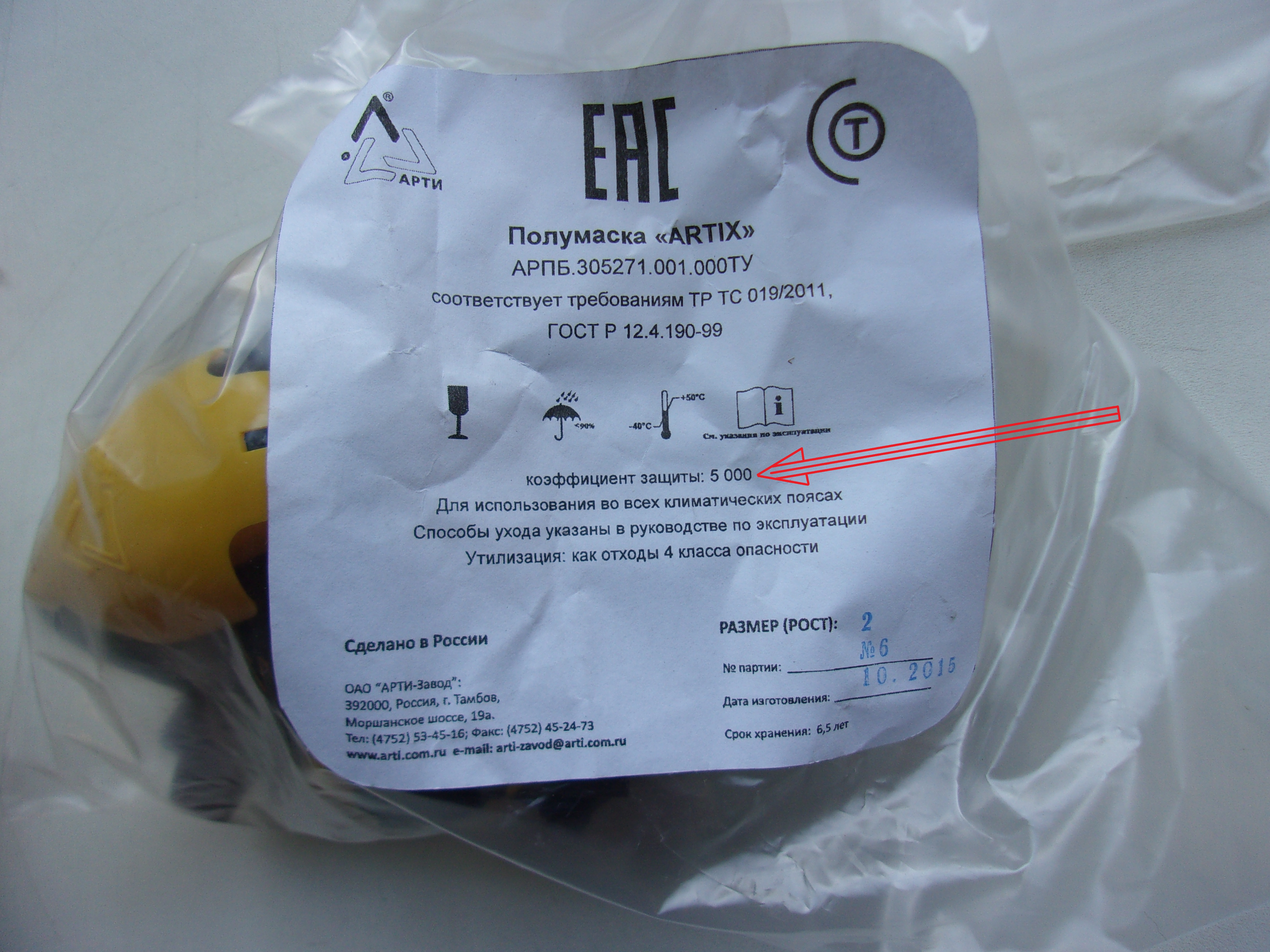
ОАО АРТИ снизило декларируемый коэффициент защиты своей полумаски после обращений в Генеральную прокуратуру — с «>5000» до «5000»

| Значения ожидаемых коэффициентов защиты у нескольких основных типов респираторов, разработанные в некоторых странах Европейского Союза                  | Значения ожидаемых коэффициентов защиты у нескольких основных типов респираторов, разработанные в некоторых странах Европейского Союза | Значения ожидаемых коэффициентов защиты у нескольких основных типов респираторов, разработанные в некоторых странах Европейского Союза | Значения ожидаемых коэффициентов защиты у нескольких основных типов респираторов, разработанные в некоторых странах Европейского Союза | Значения ожидаемых коэффициентов защиты у нескольких основных типов респираторов, разработанные в некоторых странах Европейского Союза |
| Тип респиратора | Значения ожидаемых коэффициентов защиты в нескольких странах ЕС                                                                        | Значения ожидаемых коэффициентов защиты в нескольких странах ЕС                                                                        | Значения ожидаемых коэффициентов защиты в нескольких странах ЕС                                                                        | Значения ожидаемых коэффициентов защиты в нескольких странах ЕС                                                                        |
| Тип респиратора | Финляндия | Германия | Италия | Швеция |
| --- | --- | --- | --- | --- |
| Фильтрующие полумаски, класс FFP2 | 10 | 10 | 10 | 10 |
| Эластомерные полумаски со сменными фильтрами, класс P2                                                                                                  | 10 | 10 | 10 | 10 |
| Фильтрующие полумаски, класс FFP3 | 20 | 30 | 30 | 20 |
| Эластомерные полумаски со сменными фильтрами, класс P3                                                                                                  | - | 30 | 30 | - |
| Полнолицевая маска со сменными фильтрами, класс P2 | 15 | 15 | 15 | 15 |
| Полнолицевая маска со сменными фильтрами, класс P3 | 500 | 400 | 400 | 500 |
| Фильтрующие респираторы с принудительной подачей очищенного воздуха под неплотно прилегающие лицевые части (шлемы или капюшоны), с фильтрами класс THP3 | 200 | 100 | 200 | 200 |
| Фильтрующие респираторы с принудительной подачей очищенного воздуха под полнолицевую маску, с фильтрами класс TMP3                                      | 1000 | 500 | 400 | 1000 |
| Шланговые респираторы с подачей сжатого воздуха под полнолицевую маску, режим подачи «по потребности»                                                   | 500 | 1000 | 400 | 500 |
| Шланговые респираторы с подачей сжатого воздуха под полнолицевую маску, режим подачи «по потребности под давлением»                                     | 1000 | 1000 | 400 | 1000 |
| Автономный дыхательный аппарат с полнолицевой маской и подачей воздуха «по потребности под давлением»                                                   | - | ≥ 1000 | 1000 | - |

Исследования защитных свойств респираторов на рабочих местах проводились не очень часто, и почти все эти исследования были проведены в США (и Великобритании). Возможно, что отсутствие информации об эффективности респираторов на рабочих местах, стало причиной того, что при разработке ожидаемых коэффициентов защиты в ряде европейских стран были взяты значения, которые значительно отличаются от научно обоснованных значений ожидаемых коэффициентов защиты в США и в Великобритании.
В большинстве европейских стран (за исключением Великобритании) не проводили очень сложные и дорогостоящие исследования эффективности респираторов на рабочих местах, или провели очень мало таких исследований. Поэтому возможно, что в некоторых странах не в полной мере учитывают результаты зарубежных исследований (которые показали значительную разницу между эффективностью респираторов в лабораторных условиях по сравнению с их реальным применением на рабочих местах). Например, после исследования, проведенного в 1990 году, значение ожидаемого коэффициента защиты у полнолицевых масок в Великобритании (где проводилось это исследование) было уменьшено с 900 до 40 (1997). Но в других странах такие исследования не проводились; и аналогичное уменьшение не произошло.

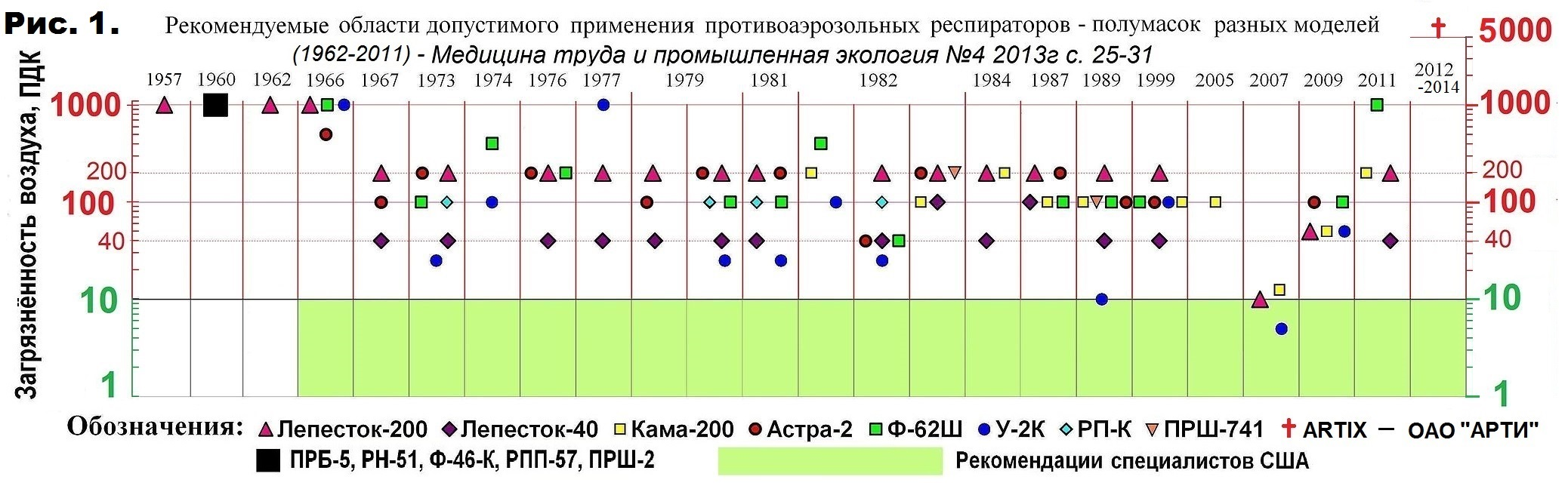
Рекомендуемые границы допустимого применения респираторов-полумасок разных моделей, источник (1962—2011) Рекомендации разных авторов в отношении одинаковых типов полумасок не согласуются даже друг с другом, и совершенно не согласуются с рекомендациями американских специалистов (до 10 ПДК).

Например, проведенное исследование показало, что у трёх моделей полнолицевых масок происходило значительное просачивание неотфильтрованного воздуха через зазоры между маской и лицом. Минимальные значения коэффициентов защиты во время работы (WPF) у каждой из трех моделей были 11, 17 и 26. У одной из моделей максимальное значение коэффициента защиты не превышало 500 ни разу — вообще. При рассмотрении результатов измерений для всех респираторов вместе, коэффициенты защиты не превышали 100 в ~ 30 % измерений. Таким образом, большие значения ожидаемых коэффициентов защиты у данного типа респиратора в Германии (400), Финляндии (500), Италии (400) и Швеции (500), возможно, не в полной мере учитывают меньшую эффективность этого респиратора на практике, на рабочем месте — по сравнению с эффективностью в лаборатории (при сертификации). То же самое верно и для других типов респираторов и их ожидаемых коэффициентов защиты.
Государственный стандарт в Индии указывает на необходимость использования коэффициентов защиты (измеренных именно на рабочем месте) для ограничения допустимого использования респираторов. Но он не устанавливает каких-либо значений ожидаемых коэффициентов защиты с учётом упомянутого выше условия. Стандарт также рекомендует использовать те коэффициенты защиты, которые получаются в процессе сертификации (при испытаниях в лабораториях, но не на рабочих местах). Эти значения значительно превышают значения, используемые в США и в Великобритании.
Украинский вариант стандарта ЕС (EN 529) ДСТУ ЕN 529 не устанавливает каких-либо значения ожидаемых коэффициентов защиты для выбора респиратора в этой стране. Этот документ только перечисляет значения ожидаемых коэффициентов защиты в ряде европейских стран (для справки); и заявляет о недопустимости использования лабораторной эффективности для прогнозирования защитных свойств на рабочем месте.
Значения ожидаемых коэффициентов защиты респираторов всех типов не разработаны в РФ, в Южной Корее, и во многих других странах. В этих странах выбор респираторов для известных условий на рабочем месте не регулируется своим национальным законодательством. Отсутствие научно обоснованных требований способствует ошибкам при выборе респираторов: рабочим могут выдать (и нередко выдают) такие респираторы, которые не могут их надёжно защитить из-за самой своей конструкции (даже при высоком качестве конкретных сертифицированных моделей).
Российские специалисты по профессиональным заболеваниям узнали о значительных отличиях лабораторной и реальной эффективности респираторов лишь в 2010-х. Теперь они рекомендуют использовать для выбора респираторов научно обоснованные указания Национального института охраны труда NIOSH; но их рекомендации пока не является обязательными для выполнения работодателем (юридически). Отличие требований законодательства в РФ от требований к выбору и применению СИЗОД в разыитых странах может отчасти объясняться как сложившимися традициями, так и лоббированием интересов поставщиков СИЗОД влиятельной организацией
| Респираторы для защиты от аэрозолей | Респираторы для защиты от аэрозолей |
| Ожидаемый коэффициент защиты (†) | Тип респиратора |
| --- | --- |
| 5 | Четвертьмаска |
| 10 | Любая полумаска с подходящими противоаэрозольными фильтрами (††) Любая фильтрующая полумаска из подходящего фильтровального материала (††,†††) Любая полнолицевая маска с подходящими противоаэрозольными фильтрами (††) Любой респиратор с принудительной подачей воздуха под полумаску по шлангу |
| 25 | Любой респиратор с принудительной подачей очищенного воздуха со шлемом или капюшоном и высокоэффективными противоаэрозольными фильтрами Любой респиратор с непрерывной подачей воздуха по шлангу со шлемом или капюшоном |
| 50 | Полнолицевая маска с высокоэффективными противоаэрозольными фильтрами Любой респиратор с принудительной подачей очищенного воздуха под плотно прилегающую полумаску или полнолицевую маску и высокоэффективным фильтром. Любой шланговый респиратор с полнолицевой маской и подачей воздуха по потребности. Любой шланговый респиратор с непрерывной подачей воздуха под полумаску или полнолицевую маску Любой дыхательный аппарат с полнолицевой маской и подачей воздуха по потребности |
| 1000 | Любой шланговый респиратор постоянного избыточного давления с полумаской |
| 2000 | Любой шланговый респиратор постоянного избыточного давления с полнолицевой маской |
| 10 000 | Любой дыхательный аппарат постоянного избыточного давления с полнолицевой маской Любой шланговый респиратор постоянного избыточного давления с полнолицевой маской с дополнительным дыхательным аппаратом постоянного избыточного давления |
| † Уровень защиты данного респиратора зависит от: рабочего (который должен выполнять требования программы респираторной защиты (например); использования респираторов, сертифицированных Национальным институтом охраны труда NIOSH при их допускаемой комплектации; выполнения проверки соответствия маски респиратора лицу рабочего по форме и размеру, чтобы избежать использования лицевых частей, не способных плотно прилегать к лицу рабочего. †† «Подходящий» — означает, что фильтр или фильтровальный материал может использоваться против имеющегося аэрозоля. ††† Можно обеспечить ОКЗ = 10 только в случае количественной или качественной инструментальной проверки соответствия маски респиратора лицу рабочего— индивидуально. | |

| Респираторы для защиты от газов и паров | Респираторы для защиты от газов и паров |
| Ожидаемые коэффициенты защиты (†) | Тип респиратора |
| --- | --- |
| 10 | Любая полумаска с подходящими противогазными фильтрами (††) Любой респиратор с принудительной подачей воздуха под полумаску по шлангу |
| 25 | Любой респиратор с принудительной подачей очищенного воздуха со шлемом или капюшоном и подходящими противогазными фильтрами (††) Любой респиратор с непрерывной подачей воздуха по шлангу со шлемом или капюшоном |
| 50 | Полнолицевая маска с подходящими противогазными фильтрами (††) Любой респиратор с принудительной подачей очищенного воздуха под плотно прилегающую полумаску или полнолицевую маску и подходящими противогазными фильтрами (††). Любой шланговый респиратор с полнолицевой маской и подачей воздуха по потребности. Любой шланговый респиратор с непрерывной подачей воздуха под полумаску или полнолицевую маску Любой дыхательный аппарат с полнолицевой маской и подачей воздуха по потребности |
| 1000 | Любой шланговый респиратор постоянного избыточного давления с полумаской |
| 2000 | Любой шланговый респиратор постоянного избыточного давления с полнолицевой маской |
| 10 000 | Любой дыхательный аппарат постоянного избыточного давления с полнолицевой маской Любой шланговый респиратор постоянного избыточного давления с полнолицевой маской с дополнительным дыхательным аппаратом постоянного избыточного давления |
| † Уровень защиты данного респиратора зависит от: рабочего (который должен выполнять требования программы респираторной защиты (например); использования респираторов, сертифицированных Национальным институтом охраны труда NIOSH при их допускаемой комплектации; выполнения проверки соответствия маски респиратора лицу рабочего по форме и размеру, чтобы избежать использования лицевых частей, не способных плотно прилегать к лицу рабочего. †† Выбранные противогазные фильтры должны быть сертифицированы для использования в тех условиях, где их будут применять | |

| Респираторы для защиты и от аэрозолей, и от газов и паров | Респираторы для защиты и от аэрозолей, и от газов и паров |
| Ожидаемые коэффициенты защиты (†) | Тип респиратора |
| --- | --- |
| 10 | Любая полумаска с подходящими противогазными фильтрами (††) в сочетании с подходящими противоаэрозольными фильтрами (†††) Любая полнолицевая маска с подходящими противогазными фильтрами (††) в сочетании с подходящими противоаэрозольными фильтрами (†††) Любой респиратор с принудительной подачей воздуха под полумаску по шлангу |
| 25 | Любой респиратор с принудительной подачей очищенного воздуха со шлемом или капюшоном и подходящими противогазными фильтрами (††) в сочетании с высокоэффективными противоаэрозольными фильтрами Любой респиратор с непрерывной подачей воздуха по шлангу со шлемом или капюшоном |
| 50 | Полнолицевая маска с подходящими противогазными фильтрами (††) в сочетании с высокоэффективными противоаэрозольными фильтрами Любой респиратор с принудительной подачей очищенного воздуха под плотно прилегающую полумаску или полнолицевую маску и подходящими противогазными фильтрами (††) в сочетании с высокоэффективными противоаэрозольными фильтрами Любой шланговый респиратор с полнолицевой маской и подачей воздуха по потребности. Любой шланговый респиратор с непрерывной подачей воздуха под полумаску или полнолицевую маску Любой дыхательный аппарат с полнолицевой маской и подачей воздуха по потребности |
| 1000 | Любой шланговый респиратор постоянного избыточного давления с полумаской |
| 2000 | Любой шланговый респиратор постоянного избыточного давления с полнолицевой маской |
| 10 000 | Любой дыхательный аппарат постоянного избыточного давления с полнолицевой маской Любой шланговый респиратор постоянного избыточного давления с полнолицевой маской с дополнительным дыхательным аппаратом постоянного избыточного давления |
| † Уровень защиты данного респиратора зависит от: рабочего (который должен выполнять требования программы респираторной защиты (например); использования респираторов, сертифицированных Национальным институтом охраны труда NIOSH при их допускаемой комплектации; выполнения проверки соответствия маски респиратора лицу рабочего по форме и размеру, чтобы избежать использования лицевых частей, не способных плотно прилегать к лицу рабочего. †† Выбранные противогазные фильтры должны быть сертифицированы на соответствие тем газообразным загрязнениям, которые ожидаются на рабочем месте. ††† «Подходящий» означает, что фильтры или фильтровальный материал могут использоваться для защиты от аэрозоля рабочего места. | |

В свою очередь, представители корпорации «Росхимзащита» разработали стандарт, регулирующий выбор и организацию применения респираторов. Авторы декларировали, что их документ разработан на основе аналогичного европейского стандарта EN 529. Однако в и в исходном документе, и в его более новых версиях имеются значительные отличия от оригинала. Эти отличия (в определённых условиях) могут потенциально создавать не только повышенный риск для здоровья, но и опасность для жизни. Поэтому разработанный документ трудно считать гармонизированным с европейским стандартом, взятым за основу при разработке. Указанный документ является действующим стандартом, но и он не является обязательным для выполнения для работодателя.
| Сравнение ожидаемых коэффициентов защиты1 СИЗОД разных типов, установленное законодательством разных стран | Сравнение ожидаемых коэффициентов защиты1 СИЗОД разных типов, установленное законодательством разных стран | Сравнение ожидаемых коэффициентов защиты1 СИЗОД разных типов, установленное законодательством разных стран | Сравнение ожидаемых коэффициентов защиты1 СИЗОД разных типов, установленное законодательством разных стран | Сравнение ожидаемых коэффициентов защиты1 СИЗОД разных типов, установленное законодательством разных стран | Сравнение ожидаемых коэффициентов защиты1 СИЗОД разных типов, установленное законодательством разных стран | Сравнение ожидаемых коэффициентов защиты1 СИЗОД разных типов, установленное законодательством разных стран | Сравнение ожидаемых коэффициентов защиты1 СИЗОД разных типов, установленное законодательством разных стран | Сравнение ожидаемых коэффициентов защиты1 СИЗОД разных типов, установленное законодательством разных стран | Сравнение ожидаемых коэффициентов защиты1 СИЗОД разных типов, установленное законодательством разных стран | Сравнение ожидаемых коэффициентов защиты1 СИЗОД разных типов, установленное законодательством разных стран | Сравнение ожидаемых коэффициентов защиты1 СИЗОД разных типов, установленное законодательством разных стран | Сравнение ожидаемых коэффициентов защиты1 СИЗОД разных типов, установленное законодательством разных стран | Сравнение ожидаемых коэффициентов защиты1 СИЗОД разных типов, установленное законодательством разных стран |
| --- | --- | --- | --- | --- | --- | --- | --- | --- | --- | --- | --- | --- | --- |
| Тип СИЗОД по лицевой части | Страна | Страна | Страна | Страна | Страна | Страна | Страна | Страна | Страна | Страна | Страна | Страна | Измеренные минимальные4                                                                                    |
| Тип СИЗОД по лицевой части | США | Великобритания                                                                                             | Австралия                                                                                                  | Канада | Китай | Япония | Южная Корея                                                                                                | Нидерланды                                                                                                 | Чили | Франция2                                                                                                   | ФРГ2 | РФ3 | Измеренные минимальные4                                                                                    |
| Без принудительной подачи воздуха | | | | | | | | | | | | | |
| Полумаски | 10 | 10/20 | 10 | 10 | 10 | 10 | 10 | 10/20 | 10 | 20 | 30 | 50 | 2,3; 2,5 …                                                                                                 |
| Полнолицевые маски | 50 | 40 | 100 | 100 | 100 | 50 | 100 | 50 | | 40 | 400 | 2 000 | 11; 17 …                                                                                                   |
| С подачей воздуха — фильтрующие (PAPR) | | | | | | | | | | | | | |
| Полумаски | 50 | 40 | - | 50 | 50 | 50 | 50 | | 50 | 40 | 500 | | 16; 19 …                                                                                                   |
| Полнолицевые маски | 1000 | 40 | >100 | 1000 | 1000 | 100 | 200 | | 250 | 40 | 500 | | 12, 15, 15, 27 …                                                                                           |
| Шлем или капюшон | 25/10004                                                                                                   | 40 | >100 | 1000 | 25/1000 | 25 | 25 | | 200 | 40 | 100 | | 23; 24 …                                                                                                   |
| С подачей воздуха — изолирующие | | | | | | | | | | | | | |
| Полумаски | 1000 | - | 50 | 50 | 50 | 50 | 50 | | 1000 | 200 | 100 | | - |
| Полнолицевые маски | 2 000 | 2 000 | >100 | 1000 | 1000 | 1000 | 1000 | | 1000 | ~ 250 | 1000 | | - |
| Шлем или капюшон | 25/10005                                                                                                   | 40 | >100 | 1000 | 25/1000 | 25 | 25 | | - | 100 | - | | - |
| Автономный дыхательный аппарат с полнолицевой маской | 10 000 | 2 000 | >100 | >1000 | >1000 | 5 000 | 2 000 | | >1000 | Наибольший                                                                                                 | >1000 | | - |
| 1 — В таблице приводятся максимально возможные (для данной лицевой части) значения ожидаемых коэффициентов защиты: У фильтрующих СИЗОД — при использовании противоаэрозольных фильтров максимальной эффективности (не менее 99,95 %); У изолирующих СИЗОД (с подачей воздуха) — при подаче воздуха в маски по потребности под давлением; и при непрерывной подаче воздуха в шлемы или капюшоны. 2 — Нет сведений, показывающих что при установлении значений ожидаемых коэффициентов защиты в этих странах учли различие между реальной и лабораторной эффективностью (в полной мере). 3 — Для справки: в правой части таблицы приводятся рекомендации, публикуемые в РФ (в ГОСТе, разработанном сотрудниками корпорации «Росхимзащита»). 4 — Для справки: минимальные значения коэффициентов защиты, измеренные на рабочих местах во время работы. 5 — Значение 25 относится к СИЗОД, сертифицированным в лабораторных условиях; а значение 1000 — к СИЗОД, дополнительно испытанным на рабочих местах, и показавшим КЗ > 1000 в реальных производственных условиях. | | | | | | | | | | | | | |

## Использование ожидаемых коэффициентов защиты при выборе респираторов для известных условий применения
Законодательство США обязывает работодателя точно измерять степень загрязнения воздуха на рабочих местах. Результаты таких измерений используются для оценки того, может ли кратковременное вдыхание вредных веществ привести к смерти человека или же к необратимому и значительному ухудшению его здоровья (концентрация мгновенно-опасная для жизни или здоровья — IDLH). Если концентрации превышают мгновенно-опасную для жизни или здоровья, то стандарт позволяет использовать только самые надежные респираторы — изолирующие, с постоянным избыточным давлением под полнолицевой маской (шланговые респираторы или автономные дыхательные аппараты) — (§ (d) (2)).
Если же концентрация вредного вещества меньше, чем мгновенно-опасная (IDLH), то для выбора достаточно эффективного типа респиратора нужно определить коэффициент загрязнённости воздуха, равный отношению концентрации вредного вещества к предельно допустимой концентрации этого же вещества (ПДК). Ожидаемый коэффициент защиты у выбранного респиратора должен быть больше или равен коэффициенту загрязнённости воздуха.
Если воздух загрязнен несколькими вредными веществами (концентрации К1, К2, К3 … Кn), то выбранный респиратор должен соответствовать следующему требованию:
К1 /(ОКЗ × ПДК1) + К2/(ОКЗ × ПДК2) + К3/(ОКЗ × ПДК3) + … + Кn/(ОКЗ × ПДКn) ≤ 1
где К1, К2 … и Кп — концентрации вредных веществ (№ 1, 2 … n); и ПДК — предельно допустимая концентрация для соответствующего вредного вещества в зоне дыхания.
Если это требование не выполняется, то работодатель должен выбрать другой тип респиратора, который имеет большее значение ожидаемого коэффициента защиты.
В любом случае, если работодатель выбрал респиратора с плотно прилегающей лицевой частью (полнолицевая маска, эластомерная полумаска или четверть маска, или фильтрующая полумаска), все работники должны пройти проверку соответствия маски лицу (для предотвращения просачивания нефильтрованного загрязненного воздуха через зазоры между маской и лицом). В приложении А имеется подробное описание таких проверок.

## Международный стандарт по выбору респираторов и организации их использования
ИСО разрабатывает два вида международных стандартов по респираторам. Один из них регулирует сертификацию; а другой — регулирует выбор и организацию применения.
| Новая классификация респираторов, предлагаемая ИСО, и коэффициенты защиты (при сертификации, и ожидаемые на рабочих местах) | Новая классификация респираторов, предлагаемая ИСО, и коэффициенты защиты (при сертификации, и ожидаемые на рабочих местах) | Новая классификация респираторов, предлагаемая ИСО, и коэффициенты защиты (при сертификации, и ожидаемые на рабочих местах) |
| Классы респираторов согласно ISO | Требования ISO к сертифицируемым респираторам TIL† (Коэффициент защиты)                                                     | Коэффициент защиты на рабочем месте (ожидаемый ISO)                                                                         |
| --- | --- | --- |
| PC6 | TIL < 0,001 % (КЗ>100 000)                                                                                                  | 10 000 |
| PC5 | TIL < 0,01 % (КЗ>10 000) | 2000 |
| PC4 | TIL < 0,1 % (КЗ>1 000) | 250 |
| PC3 | TIL < 1 % (КЗ>100) | 30 |
| PC2 | TIL < 5 % (КЗ>20) | 10 |
| PC1 | TIL < 20 % (КЗ>5) | 4 |
| † — TIL, Total Inward Leakage = Проникание = (концентрация вредных веществ под маской) / (концентрация снаружи маски) = общее, суммарное проникание вредных веществ под маску (через зазоры между ней и лицом, и через фильтры) | | |

Разрабатываемый стандарт регулирует выбор респираторов, и для этого выбора используются значения ожидаемых коэффициентов защиты. Но специалист английского управления по охране труда (HSE) подверг критике разрабатываемый документ: ИСО использует такие значения ожидаемых коэффициентов защиты, которые отличаются от научно обоснованных значений (в США и в Великобритании); кроме того, если сейчас в национальных стандартах значения ожидаемых коэффициентов защиты разработаны для конкретной конструкции каждого из видов респираторов — то в стандарте ИСО они разработаны для результатов сертификационных испытаний (без учёта конструкции испытываемого респиратора).
Английский специалист сделал вывод — в новом стандарте используются недостаточно хорошо обоснованные значения ожидаемых коэффициентов защиты; и их не следует использовать — нужно продолжить изучение и разработку значений ожидаемых коэффициентов защиты для респираторов разных конструкций.